# 自然エネルギー協議会
自然エネルギー協議会（しぜんエネルギーきょうぎかい）とは、日本の自然エネルギーを普及促進する任意団体。
2011年3月11日の東日本大震災に起因する福島第一原子力発電所事故によるエネルギー危機を受け、災害に強い自然エネルギーの必要性が高まったとして、同年5月25日、孫正義 ソフトバンク株式会社代表取締役社長と19道府県の知事らが地域特性を生かした分散型自然エネルギーの普及・拡大を目的とする「自然エネルギー協議会」を7月上旬に設立することを発表。同年7月13日、自然エネルギー協議会第1回総会が実施され、都道府県を正会員とする「自然エネルギー協議会」が設立された。
同様の背景で設立された指定都市 自然エネルギー協議会とは別団体。

## 沿革
2011年
- 5月25日 - 孫正義 ソフトバンク株式会社代表取締役社長と19道県の知事らが、「自然エネルギー協議会」の設立を発表[1]
- 7月13日 - 孫正義 ソフトバンク株式会社 代表取締役社長と35道府県の知事らが、秋田市内で、自然エネルギー協議会第1回総会を開催し、「秋田宣言」を採択。[2]石井正弘 岡山県知事が会長に就任
- 11月21日 - 自然エネルギー協議会第2回総会を開催。準会員として180社の入会を承認[3]

2012年
- 4月5日 - 沖縄県が自然エネルギー協議会に参加[4]

2013年
- 1月23日 - 自然エネルギー協議会第4回総会を開催。前任の石井正弘 前岡山県知事の退任に伴い、飯泉嘉門 徳島県知事が自然エネルギー協議会 会長に就任（現任）

2016年
- 9月9日 - 自然エネルギー財団 設立5周年記念シンポジウム PARTIII「地域からのエネルギー転換 ―自然エネルギー協議会・指定都市 自然エネルギー協議会 設立5周年記念セッション―」に自然エネルギー協議会 飯泉会長が登壇[5]

2022年
- 3月2日 - 自然エネルギー財団 国際シンポジウム REvision2022 第2部10周年記念企画セッション「日本のエネルギー政策は変わったのか、変われるのか」に自然エネルギー協議会 飯泉会長が登壇[6]

## 活動内容
- 自然エネルギーの普及・拡大に向けた会員間の情報共有
- 自然エネルギーの普及・拡大に向けた政策提言

## 会員構成

### 役員
- 会長 -  飯泉嘉門（前徳島県知事）
- 副会長 - 黒岩祐治（神奈川県知事）
- 副会長 - 平井伸治（鳥取県知事）
- 幹事 - 鈴木直道（北海道知事）
- 幹事 - 達増拓也（岩手県知事）
- 幹事 - 阿部守一（長野県知事）
- 幹事 - 三日月大造（滋賀県知事）
- 幹事 - 蒲島郁夫（熊本県知事）
- 会計監事 - 佐竹敬久（秋田県知事）

（2021年6月 現在）

### 事務局
- 事務局長 - 孫正義（ソフトバンクグループ株式会社 代表取締役 会長兼社長執行役員）

### 正会員（自治体）
- 北海道、岩手県、秋田県、山形県、福島県、群馬県、神奈川県、富山県、山梨県、長野県、静岡県、愛知県、三重県、滋賀県、京都府、大阪府、兵庫県、奈良県、和歌山県、鳥取県、島根県、岡山県、広島県、山口県、徳島県、香川県、愛媛県、高知県、佐賀県、長崎県、熊本県、大分県、宮崎県、沖縄県　 計34自治体

### 準会員（法人）
- 約120社